# Jerónimo Méndez
Jerónimo Segundo Méndez y Arancibia (Chañaral, 25 de septiembre de 1887-Santiago, 14 de junio de 1959) fue un médico y político chileno, miembro del Partido Radical (PR). Se desempeñó como ministro del Interior durante el gobierno del presidente Pedro Aguirre Cerda, asumiendo como vicepresidente del país tras el fallecimiento del mandatario en noviembre de 1941. Previamente fue alcalde, regidor y senador por su comuna natal, Coquimbo.

## Biografía

### Familia y estudios
Nació en la comuna chilena de Chañaral el 25 de septiembre de 1887, hijo de Jerónimo Méndez y Rojas y de Clotilde Arancibia y Carvajal. Realizó sus estudios primarios y secundarios en el Liceo de Hombres de La Serena, continuando los superiores en la Escuela de Medicina de la Universidad de Chile, desde donde se tituló como médico cirujano en 1914, con la tesis "Enfermedades de la vista". Seguidamente, se especializó en oftalmología y en 1926, 1930 y 1931, realizó viajes de perfeccionamiento a Europa de esa disciplina.
Se casó con Amelia Toyos Reales, con quien tuvo cinco hijos: Hugo, Amelia, Eliana, Raquel y Mario, estos últimos mellizos.

### Carrera profesional
Comenzó se actividad profesional en Ovalle, manteniéndose en esa ciudad hasta 1919. En 1921 fue nombrado como médico del Hospital de Coquimbo, siendo director del mismo entre 1924 y 1945. De forma paralela, sirvió como médico jefe del Seguro Obrero de Coquimbo entre 1930 y 1944.
Por otra parte, fue miembro del Club Social de Coquimbo, del Club Radical (del cual fue su presidente durante doce años), miembro honorario de la Sociedad de Artesanos de Chile y dirigente del Club Deportivo Magallanes. Asimismo, fungió como presidente de la Línea Aérea Nacional (1941-1942), director general de la Dirección de Beneficencia y Asistencia Social (1942-1943), presidente de la Compañía Chilena de Electricidad y consejero del diario La Hora.

### Carrera política
Comenzó su actividad política ingresando al Partido Radical en Coquimbo en 1905, colectividad de la cual llegó a ser presidente de la Junta Provincial de Coquimbo por más de dieciocho años, y presidente del Comité Ejecutivo Nacional (CEN), en 1946. Fue alcalde de Coquimbo entre 1933 y 1935, y regidor de dicha municipalidad entre 1935 y 1938. En 1940, fue elegido como senador por Atacama y Coquimbo en elección complementaria en reemplazo del fallecido Abraham Gatica Silva. En su gestión fue senador reemplazante en la Comisión Permanente de Higiene, Salubridad y Asistencia Pública.
El 10 de noviembre de 1941, fue designado por el presidente Pedro Aguirre Cerda como ministro del Interior con el fin de asumir como vicepresidente de la República mientras durara su convalecencia; posterior a su asunción como vicepresidente, nombró a su predecesor en el ministerio (Leonardo Guzmán Cortés) como suplente en dicha cartera. Al fallecer Aguirre Cerda el 25 de noviembre de ese año, fue confirmado como vicepresidente y le correspondió presidir el funeral del jefe de Estado.
Con la misión de llamar a la próxima elección presidencial, el 4 de diciembre de 1941 esta fue convocada y se realizó el 1 de febrero de 1942 .Es destacable señalar que durante su brevísimo mandato Decreta la ley de Alimentación Escolar Infantil en Chile y Firma el decreto donde Chile es Garante de Paz en la Segunda Guerra Mundial posterior a eso resulta , triunfando el candidato Juan Antonio Ríos, también radical.
Con Ríos en la presidencia de la República, el 4 de febrero de 1943, fue nombrado para encabezar el Ministerio de Salubridad, Previsión y Asistencia Social, sirviendo en el puesto hasta el 7 de junio del mismo año. Luego, bajo la presidencia de otro radical, Gabriel González Videla, entre el 11 de abril y el 8 de mayo de 1950, le correspondió asumir como ministro del Interior y ministro de Relaciones Exteriores, en calidad de suplente y subrogante respectivamente.
Falleció en Santiago de Chile el 14 de junio de 1959, a los 71 años.  Con los honores al Rango Presidencial que tuvo y A modo de homenaje, actualmente el Hospital del Instituto de Seguridad de Trabajo de Chañaral, lleva su nombre.